# Іван Давиденко

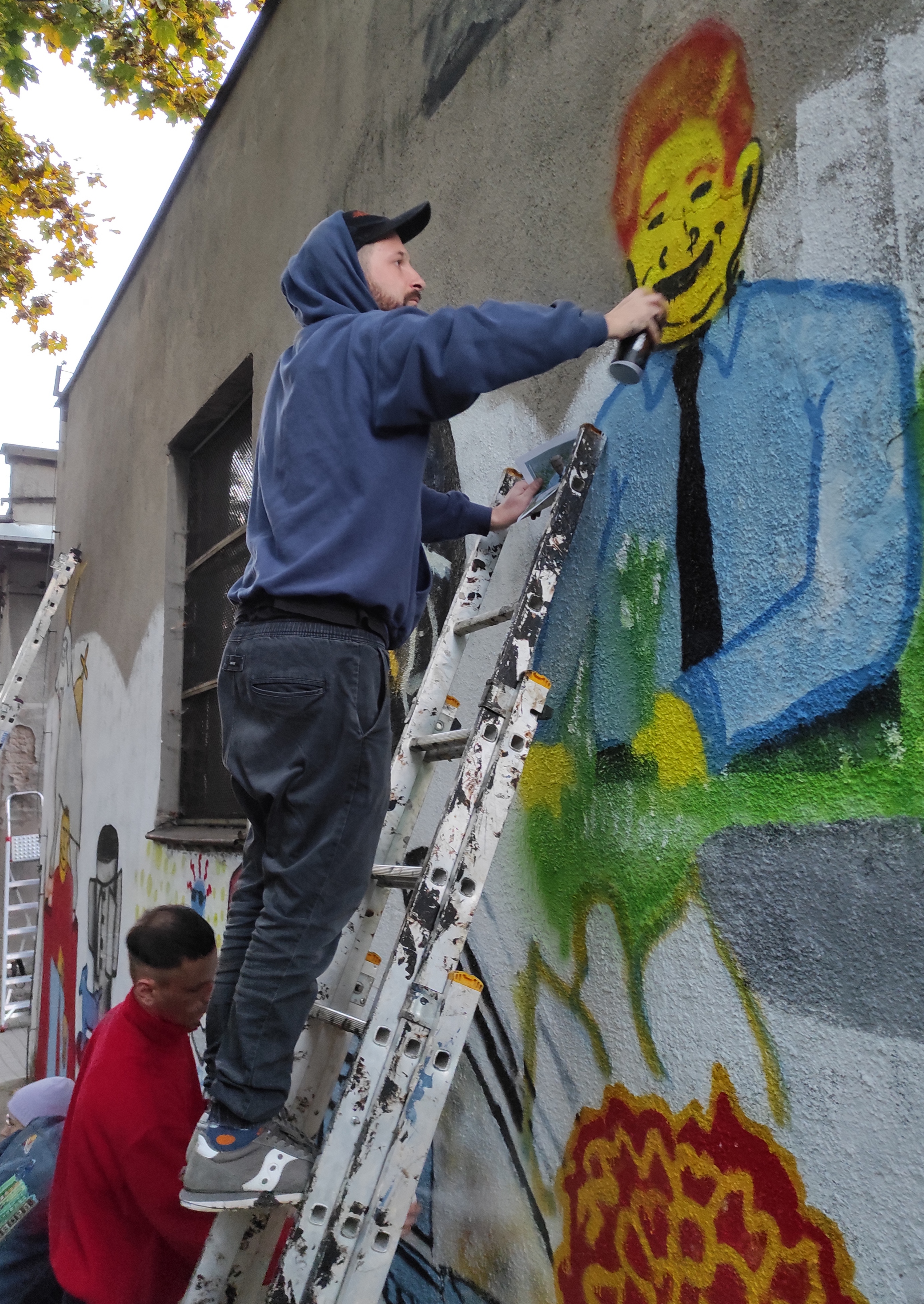
Іван Давиденко малює мурал на стіні Галерея Лабіринт

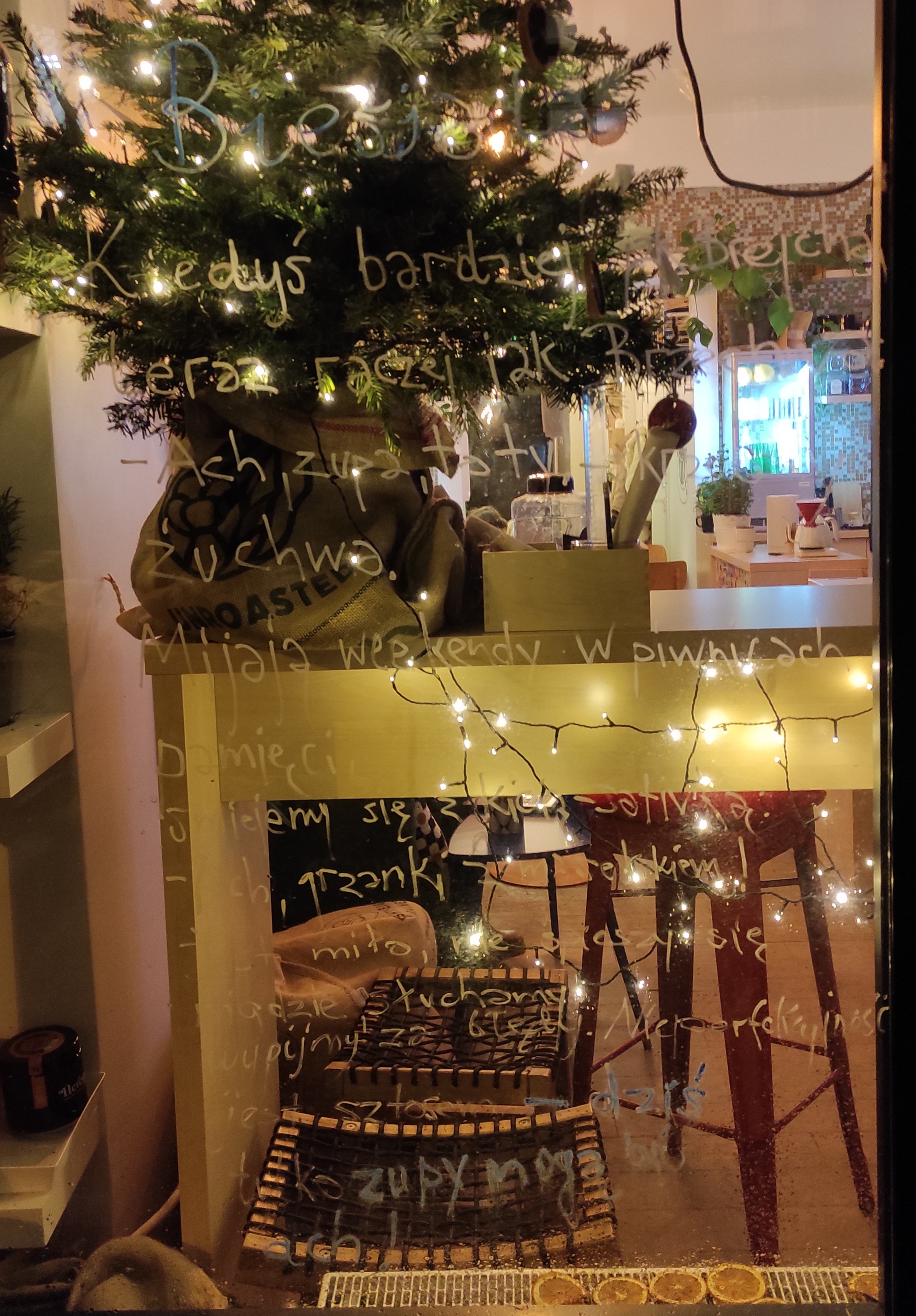
Вірш Івана Давиденка «Biesiada», написаний автором на вікні люблінської кав'ярні

Іван Давиденко (нар. 1988 у Житомирі) — польський поет українського походження, головний редактор журналу «Malkontenty».
З 2012 року проживає в Польщі. Працював у люблінському Домі Слів.
Автор збірки віршів «Halal» (видавництво Papierwdole & Katalog Press, 2022), за який отримав Вроцлавську поетичну нагороду Silesius 2023 у категорії «Дебют року» та став переможцем Польського літературного конкурсу ім. Артура Фриза за найкращий поетичний книжковий дебют року . У 2023 році номінований на здобуття стипендії імені Станіслава Бараньчака у рамках Познанської літературної премії .
Автор подкасту Jak zostać Ukraińcem (укр. Як стати українцем). Співтворець виставки «Переспіви з українських поетів» у Музеї Юзефа Чеховича.